# Mehmet Korhan Fırat
Mehmet Korhan Fırat (* 26. August 1988 in Erzincan) ist ein türkischer Schauspieler.

## Biografie
Mehmet Korhan Fırat wurde am 26. August 1988 in Erzincan geboren. Er studierte an der Selçuk Üniversitesi. Sein Debüt gab er 2010 in der Fernsehserie Şefkat Tepe. Von 2017 bis 2019 spielte er in Bizim Hikaye die Hauptrolle. Anschließend trat er 2019 in Doğduğun Ev Kaderindir auf.
Unter anderem wurde Fırat 2020 für die Serie Payitaht Abdülhamid gecastet. Außerdem setzte er 2021 seine Karriere in Mavera fort. Zwischen 2021 und 2022 bekam Fırat eine Rolle in der Serie Aşk Mantık İntikam.

## Filmografie
Serien
- 2010–2014: Şefkat Tepe
- 2017–2019: Bizim Hikaye
- 2019–2020: Doğduğun Ev Kaderindir
- 2020: Payitaht Abdülhamid
- 2021: Mavera
- 2021–2022: Aşk Mantık İntikam